# Ambulancier
Een ambulancier is in België een bemanningslid van een ambulance. Men maakt op basis van twee officiële beroepstitels het onderscheid tussen de hulpverlener-ambulancier en de ambulancier niet-dringend patiëntenvervoer.

## Beroepen

### Hulpverlener-ambulancier

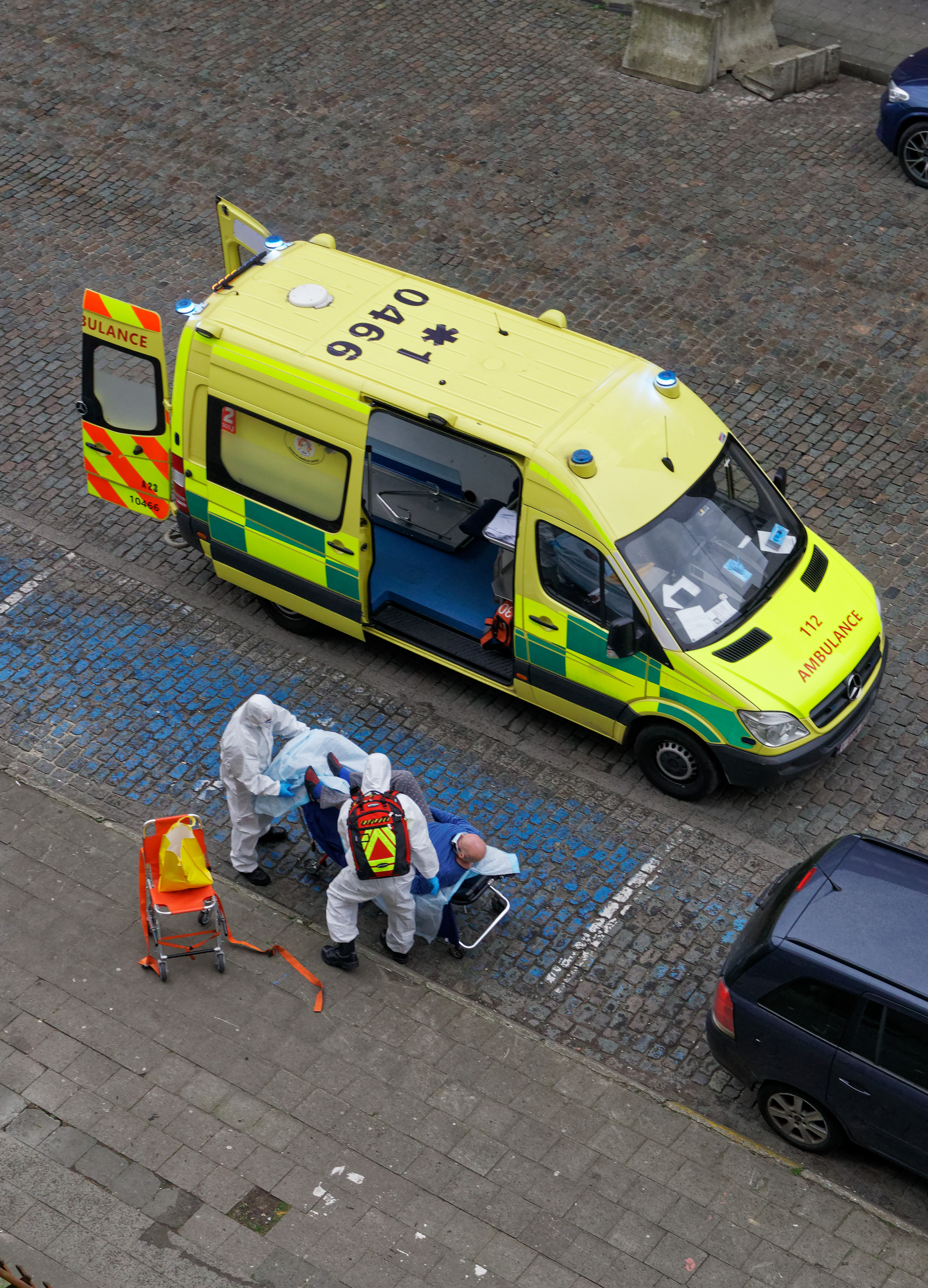
Hulpverleners-ambulanciers aan het werk tijdens de coronapandemie (2020)

De hulpverlener-ambulancier staat samen met verpleegkundigen en spoedartsen in voor de 112-hulpverlening (officieel spreekt men van de 'Dringende Geneeskundige Hulpverlening'). Hij komt ter plaatse bij medische urgenties die binnenkomen via oproepen naar het noodnummer 112. Een standaard ziekenwagen heeft in België twee hulpverlener-ambulanciers aan boord en voorziet in medische hulpverlening op BLS-niveau. In geval van nood aan meer geavanceerde medische hulpverlening, kan de ziekenwagen bijstand inroepen van een PIT (oftewel 'paramedisch interventieteam' met een spoedverpleegkundige en hulpverlener-ambulancier) of MUG (de 'medische urgentiegroep' met minimaal een spoedarts en spoedverpleegkundige). Aangezien de Belgische 112-ambulancezorg volgens het 'Amerikaanse' BLS - en ALS-principe is georganiseerd, kan men de hulpverlener-ambulancier vergelijken met de internationaal gangbare EMT ('Emergency Medical Technician'). 
Hulpverlener-ambulanciers moeten in het bezit zijn van een badge-112 van de Federale Overheidsdienst Volksgezondheid. De badge kan behaald worden na een opleiding van minimaal 132 uur, het slagen in theoretische en praktische proeven en een stage. De praktische proef bestaat uit CPR van een volwassene en een baby en een uitgebreide casus, een interventie die de student van begin tot einde zelfstandig moet afhandelen. Na slagen van de proeven volgen nog minimaal 16 uur stage met een MUG-team en 36 uur stage met een ziekenwagendienst, waarbij van elke soort 5 interventies moeten beschreven worden in een stageboek. Pas na goedkeuring van dit stageboek wordt de badge-112 uitgereikt. Om te mogen deelnemen aan de vijfjaarlijkse herevaluatie, moeten hulpverlener-ambulanciers elk jaar verplicht 24 uur bijscholing volgen. 
De opleiding en evaluatie van hulpverlener-ambulanciers gebeurt in provinciale scholen: WOBRA (West-Vlaams Opleidingscentrum voor Brandweer-, Reddings- en Ambulancediensten, West-Vlaanderen), PAULO (Provinciale Academie voor Urgentiediensten en Lokale Overheden, Oost-Vlaanderen), Campus Vesta (Antwerpen), PIVO (Provinciaal Intituut voor Vorming en Opleiding, Vlaams-Brabant) of PLOT (Provincie Limburg Opleiding en Training, Limburg). 
Hulpverlener-ambulanciers zijn onder meer getraind in de immobilisatie van patiënten, wondzorg, het herkennen en behandelen van allerhande ziektebeelden, het ondersteunen van de vitale functies in levensbedreigende situaties, spoedbevallingen, psychiatrische urgenties en reanimatie met AED en beademingsballon. Ze mogen wel beduidend minder medische handelingen stellen dan verpleegkundigen en artsen. Een hulpverlener-ambulancier mag bijvoorbeeld (op zuurstof na) geen medicatie toedienen zonder toestemming van de aanrijdende MUG-equipe of een arts ter plaatse.
De hulpverlener-ambulancier is te herkennen aan de blauwe star of life op het uniform.

#### Verpleegkundige-ambulancier
Naar analogie met de hulpverlener-ambulancier erkent men in België ook de verpleegkundige-ambulancier. Dit zijn verpleegkundigen die net als de hulpverleners-ambulanciers het opleidingstraject van de Dringende Geneeskundige Hulpverlening doorlopen hebben met gedeeltelijke vrijstellingen. Zij dienen echter niet verward te worden met de verpleegkundigen van de Mobiele Urgentiegroep die bijkomend nog een bijzondere beroepstitel in de Spoed en Intensieve Zorg hebben. 
De verpleegkundige-ambulancier is te herkennen aan de groene star of life op het uniform. 

### Ambulancier niet-dringend patiëntenvervoer
De ambulancier niet-dringend patiëntenvervoer staat in voor het vervoer van medisch stabiele patiënten naar of tussen zorginstellingen of zorgverstrekkers. Hij kan bepaalde prestaties stellen zoals het verderzetten van zuurstoftherapie, het correct verplaatsen van de patiënt met of zonder hulpmiddelen en immobilisatie ten behoeve van de veiligheid voor het vervoer. Hij begeleidt de patiënt van punt A naar punt B en gaat na of de medische toestand stabiel blijft. Als de medische toestand verslechtert, verwittigt de ambulancier het noodcentrum 112 en dient hij in afwachting de eerste hulp toe.  Een ambulancier niet-dringend patiëntenvervoer moet beschikken over een diploma van een opleiding van minimaal 160 uren met wettelijk vastgelegde vereisten. Hij is verplicht om jaarlijks 8 uren bijscholing te volgen. Op dit moment zit deze beroepsgroep wel in een overgangsfase die tot 31 augustus 2022 duurt. Ambulanciers niet-dringend patiëntenvervoer kunnen op basis van hun ervaring en de opleidingsvereisten uit het verleden ook aan de slag met een voorlopige erkenning die hen werd uitgereikt door een van de Belgische gemeenschappen.
De ambulancier niet-dringend patiëntenvervoer is vanaf 31 augustus 2022 te herkennen aan de zilverkleurige star of life op het uniform. 

## Inzet
Men kent in België drie types van ambulances. De hulpverlener-ambulancier en de ambulancier niet-dringend patiëntenvervoer zijn elk bevoegd om te werken op een bepaald type ambulance:

### 112-ziekenwagen

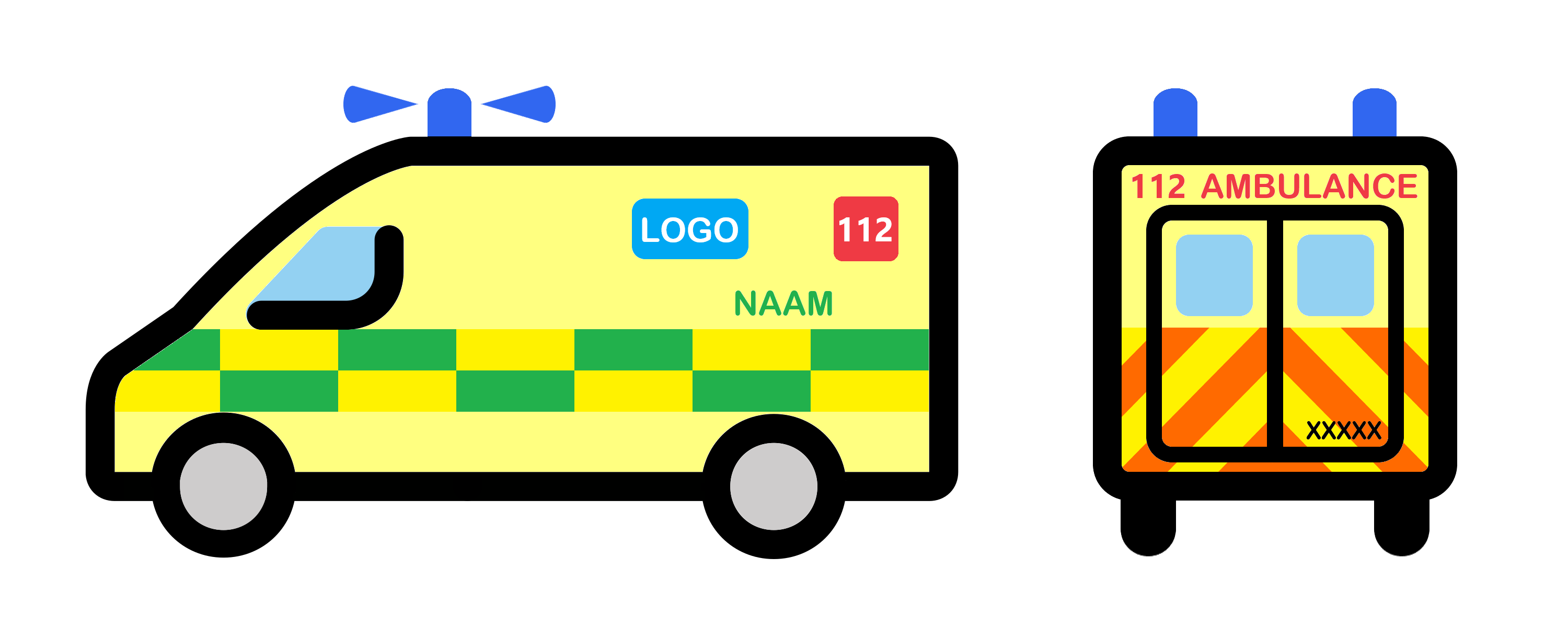
De uiterlijke kenmerken van de ambulances die ingeschakeld worden voor de Dringende Geneeskundige Hulpverlening

Dit zijn de gele ziekenwagens met optische en geluidssignalen die ingezet worden voor het 112-vervoer. Ze zijn eveneens te herkennen aan hun dubbele Battenburgpatroon en zijn uitgerust volgens vooropgestelde eisen van de Federale Overheidsdienst Volksgezondheid.
Deze ziekenwagens worden minimaal bemand door twee hulpverleners-ambulanciers. 

### Intermediaire ziekenwagen

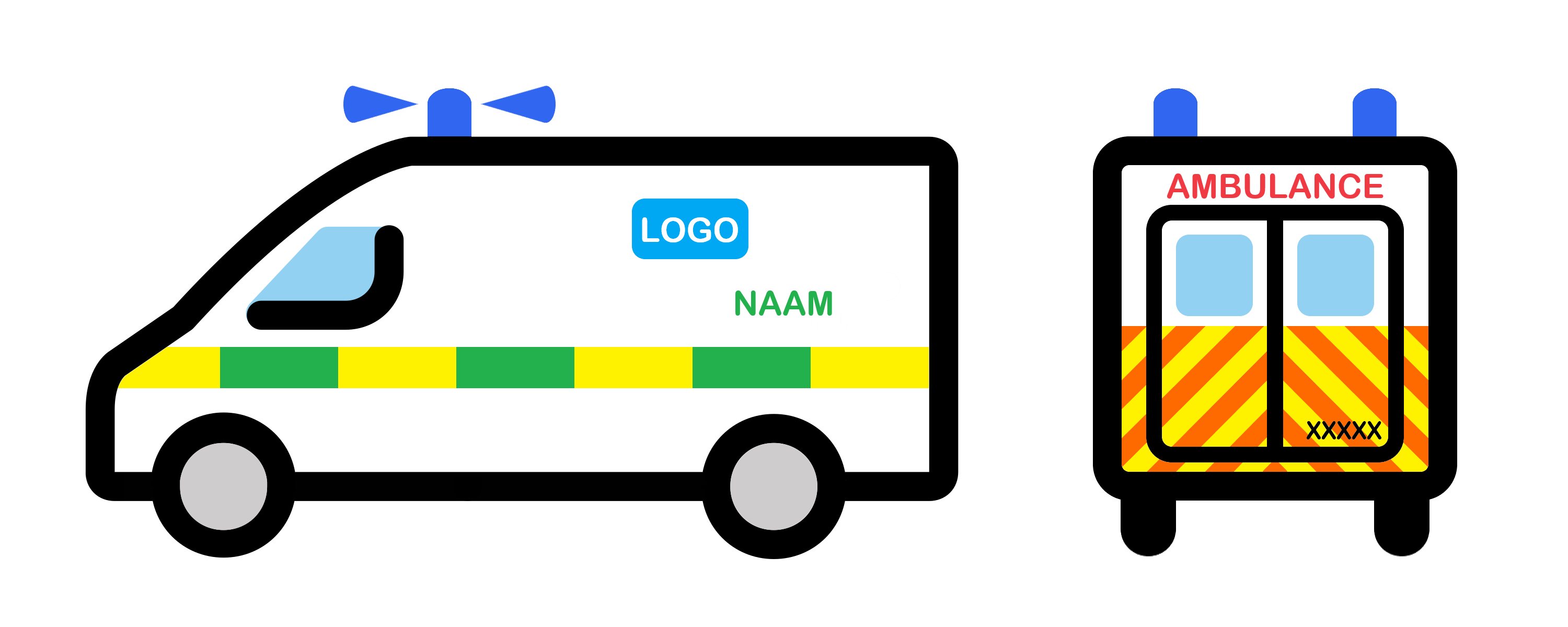
De uiterlijke kenmerken van de intermediaire ziekenwagens

Dit is een tussencategorie tussen het bovenstaande en onderstaande type ambulance. Deze wagens zijn wit, voeren optische en geluidssignalen en hebben een enkel Battenburgpatroon. Ze worden zowel ingezet voor niet-dringend patiëntenvervoer als dringend patiëntenvervoer dat meestal buiten de 112-opdrachten valt (bijvoorbeeld een kritiek interhospitaal transport). Intermediaire ziekenwagens moeten aan dezelfde uitrustingseisen voldoen als de 112-ziekenwagens. 
In de regel moeten minimaal twee hulpverleners-ambulanciers dit type bemannen. Door de huidige overgangsperiode zijn het op dit moment echter vooral ambulanciers niet-dringend patiëntenvervoer die op dit type ziekenwagen werken.

### Ambulances voor niet-kritieke transporten

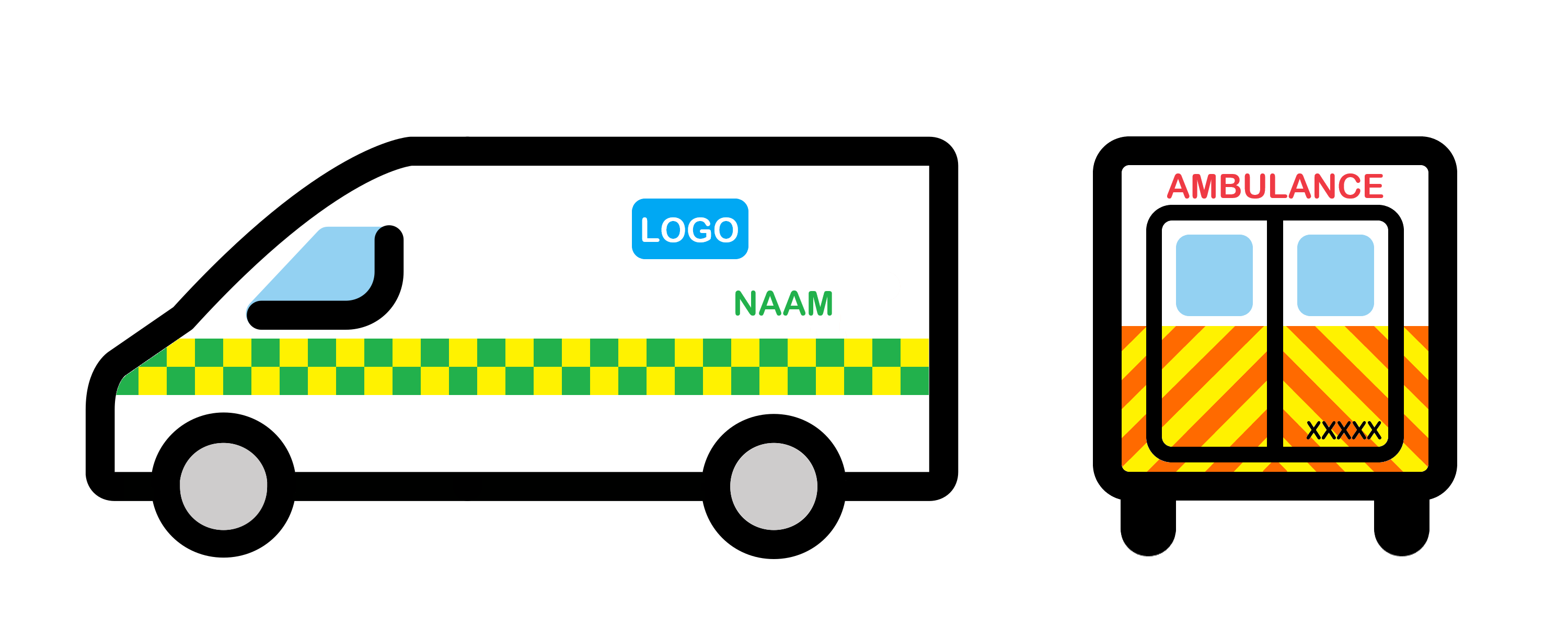
De uiterlijke kenmerken van een ambulance voor niet-dringend patiëntenvervoer. Merk op dat deze ziekenwagens geen optische signalen bevatten.

Hier gaat het om witte ziekenwagens met een klein blokkenpatroon die geen sirene en blauwe waarschuwingslichten hebben. Ze hebben door de aard van hun opdrachten een minder uitgebreide medische uitrusting aan boord die wettelijk is vastgelegd door het Belgische gewest waarin ze geregistreerd staan. 
Deze ziekenwagens worden minimaal bemand door twee ambulanciers niet-dringend patiëntenvervoer.

## Beroepsverenigingen
Er zijn enkele beroepsverenigingen die de ambulanciers verenigen en hun belangen verdedigen, zoals Belgambu en de Ambulanciersunie.